# HD 1343
HD 1343，又名BD-19 30，SAO 147205、HR 66，是一颗恒星，视星等为6.45，位于銀經77.21，銀緯-78.78，其B1900.0坐标为赤經0h 12m 28.2s，赤緯-19° -78.78′ 24″。